# Boon (Brauerei)

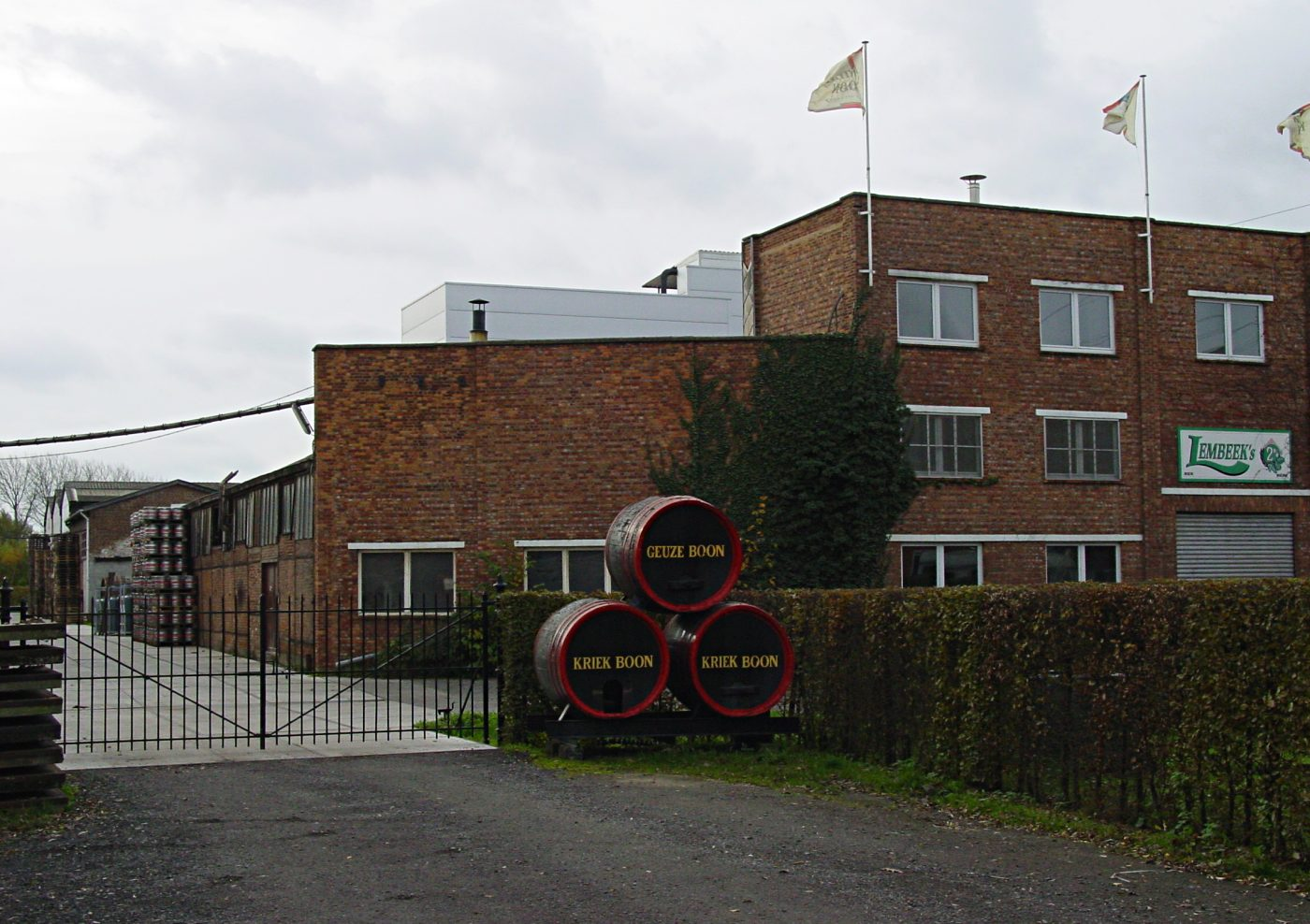
Teilansicht der Brauerei Boon

Boon ist eine belgische Bierbrauerei in Lembeek, einer Teilgemeinde der Stadt  Halle in Flämisch-Brabant.

## Geschichte
Die Ursprünge der heutigen Brauerei datieren aus dem Jahr 1680, als J. B. Claes in Lembeek einen Bauernhof kaufte und dort eine Brauerei und Brennerei einrichtete. 1860 erwarb Louis Paul die Prokutionsgebäude von der Familie Claes und begann mit der Herstellung des Lambic- und Faro Biers. Die Brauerei hatte zu dieser Zeit den Namen „Brasserie de Saint Roch“. Eine neue Mälzerei kam 1890 hinzu. 1875 begannen erste Brauversuche zur Produktion von Geuze-Lambic. Da Louis Paul keinen Erben besaß, verkaufte er 1898 seine Brauerei an Pierre Troch. Im Jahr 1927 wurde sein Sohn  René Troch infolge einer Krise gezwungen, den Betrieb zu verkaufen; neuer Eigentümer wurde Petrus-Joseph De Vits. In der Erbfolge ging die Brauerei an dessen Sohn Rene über. 1978 kaufte Frank Boon den Betrieb und nannte ihn nach seinem Familiennamen um. 1989 verlegte Boon den Braubetrieb aus Kapazitäts- und Platzgründen in das Zentrum von Lembeek; dort wurde die Bierherstellung im Jahr 1989 wieder aufgenommen. Die Jahresproduktion liegt heute bei etwa 10.000 Hektoliter Bier.

## Produkte

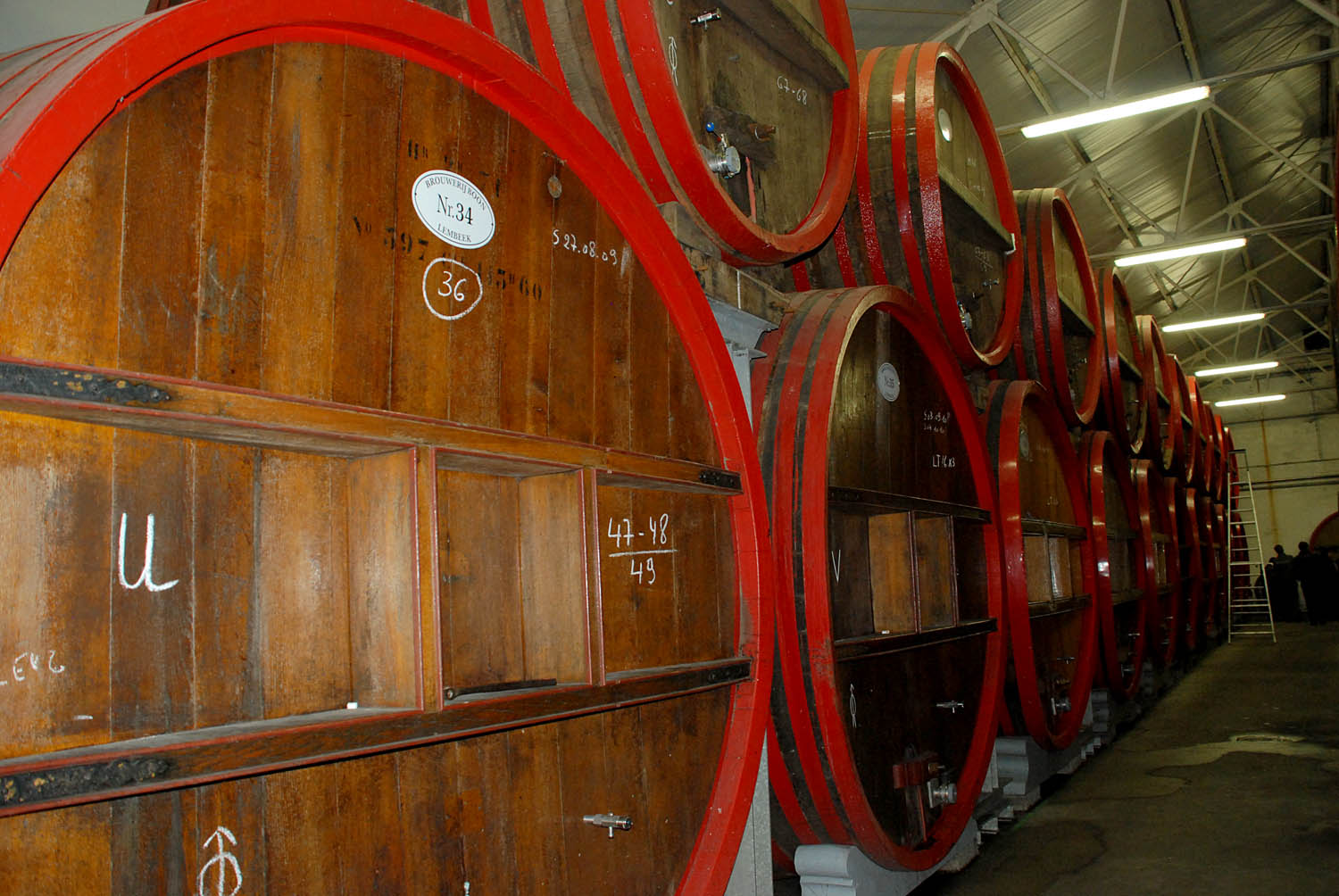
Boon Eichenfässer

- Oude Geuze Boon (6,5 %)
- Geuze Mariage Parfait (8 %)
- Faro Perte Totale (4 %)
- Kriek Boon (5 %)
- Oude Kriek Boon (6,5 %)
- Framboise Boon (5,5 %)
- Duivels Bier (8 %)

## Fotos

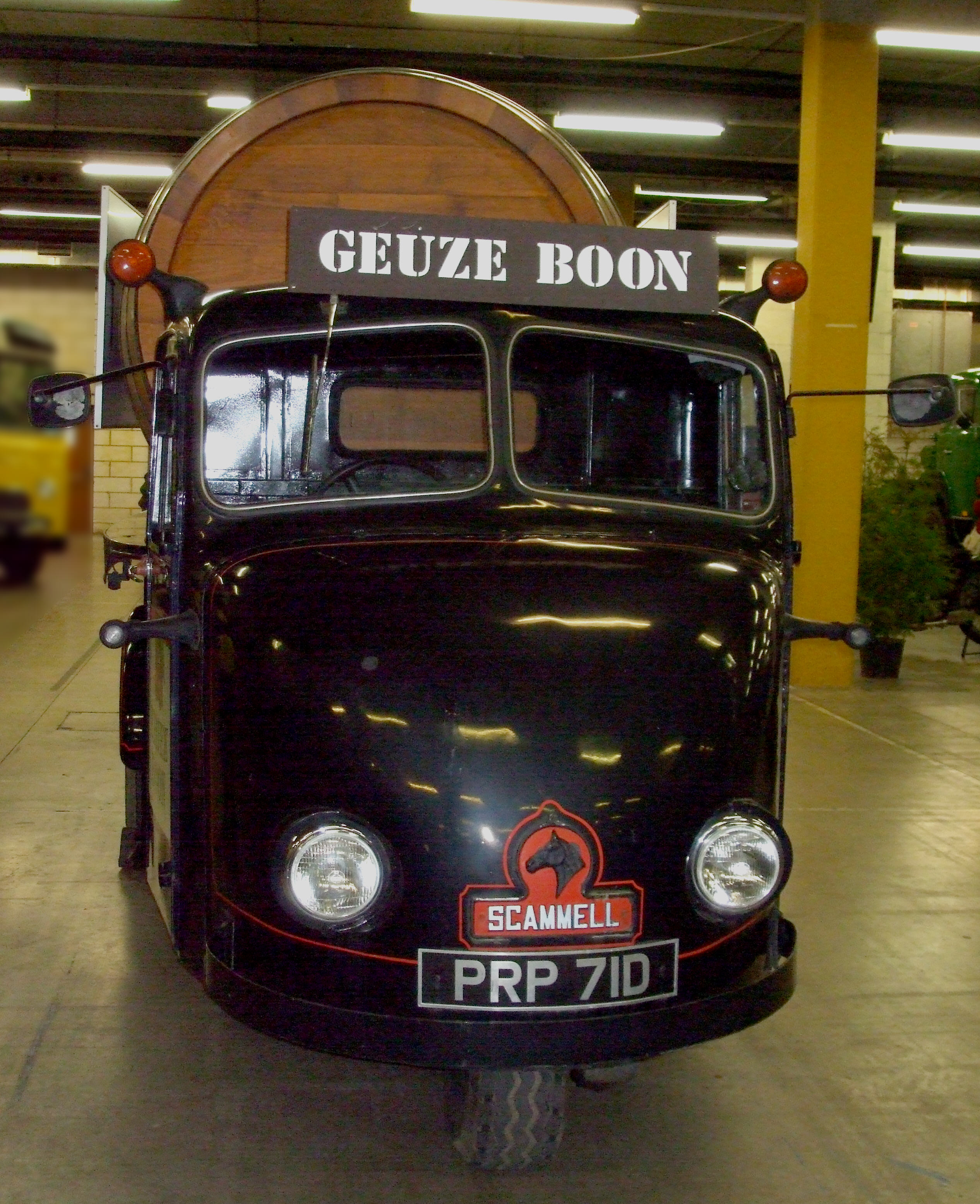
Historische Zugmaschine mit Geuze Boon Holzfass
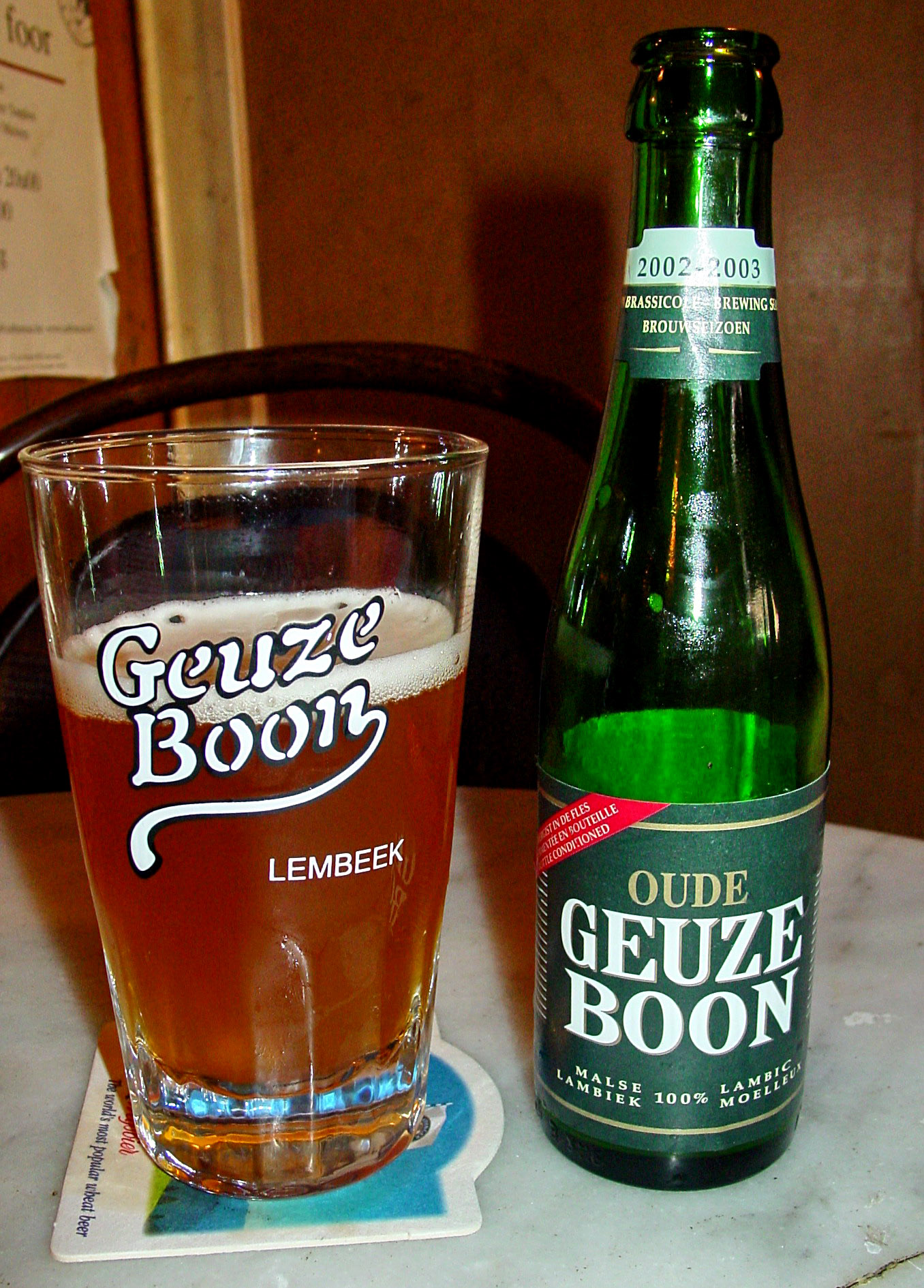
Oude Geuze Boon im Originalglas
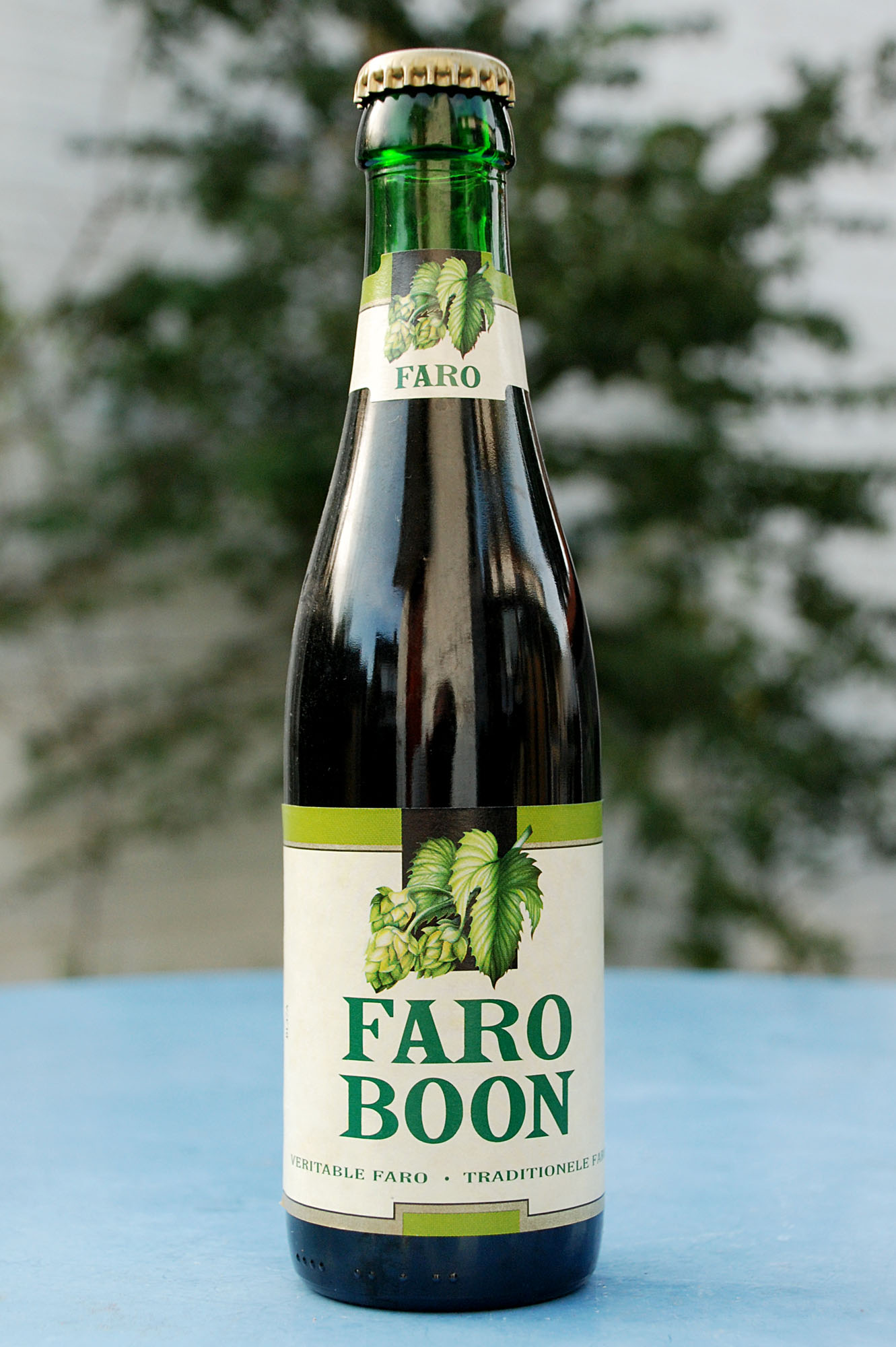
Faro Boon
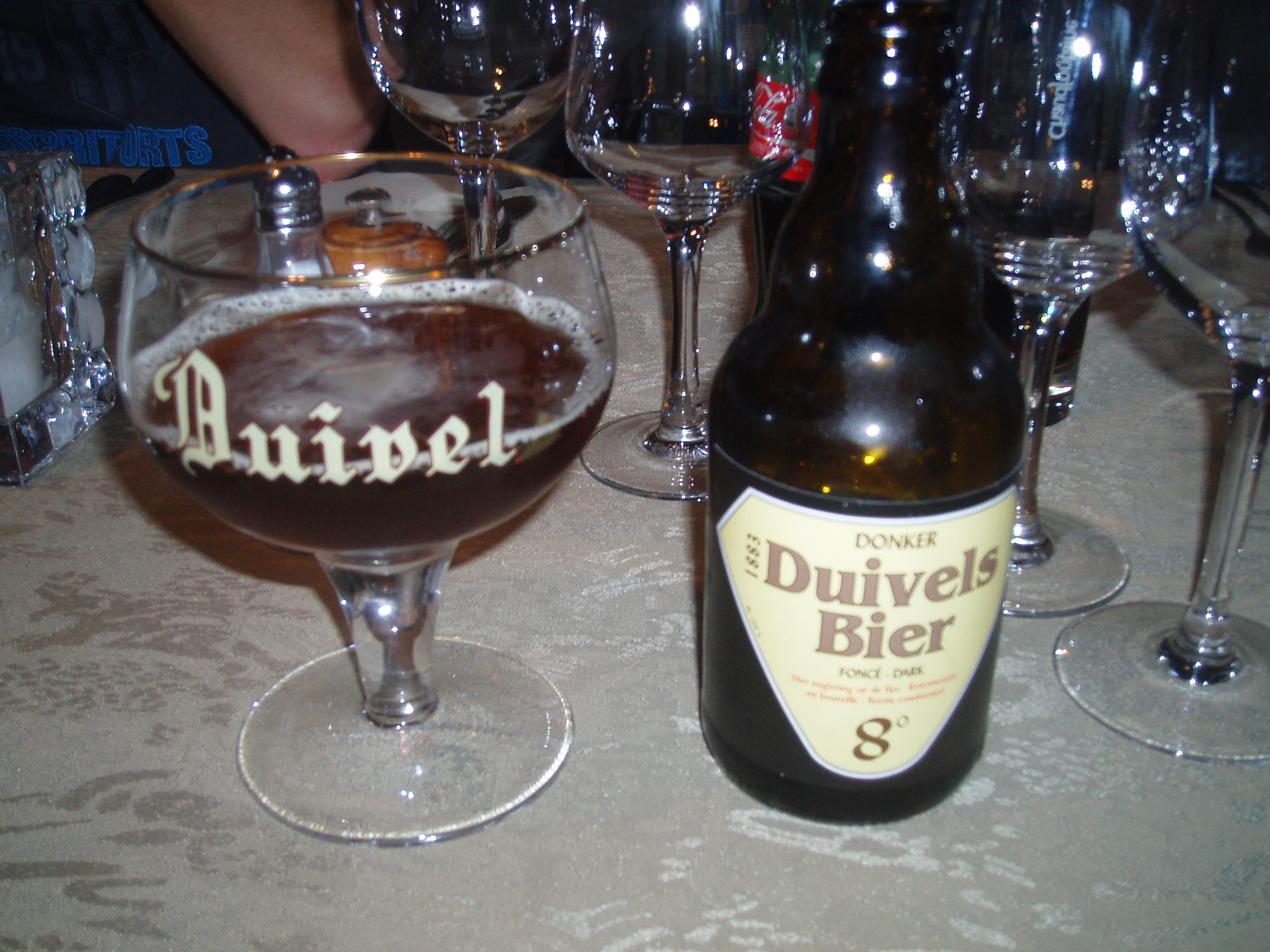
Duivels Bier im Originalglas